# إتش أو. ديفيز
إتش أو. ديفيز (بالإنجليزية: H. O. Davies)‏ هو محامي نيجيري، ولد في 5 أبريل 1905، وتوفي في 22 نوفمبر 1989.